# 瓶原村
瓶原村（みかのはらむら）は、かつて京都府相楽郡にあった村。現在の木津川市の北東端、木津川の右岸、国道163号の沿線にあたる。

## 地理
- 山岳：北山
- 河川：木津川

## 歴史
- 1889年（明治22年）4月1日 - 町村制の施行により、例幣村・西村・河原村・岡崎村・井平尾村・奥畑村の区域をもって発足。
- 1951年（昭和26年）4月1日 - 加茂町に編入。同日瓶原村廃止。

## 名所・旧跡・観光スポット・祭事・催事
- 恭仁宮跡